# Chrysoscota brunnea
Chrysoscota brunnea är en fjärilsart som beskrevs av Swinhoe 1905. Chrysoscota brunnea ingår i släktet Chrysoscota och familjen björnspinnare. Inga underarter finns listade i Catalogue of Life.